# Kanton Schiltigheim
Kanton Schiltigheim (fr. Canton de Schiltigheim) je francouzský kanton v departementu Bas-Rhin v regionu Grand Est. Tvoří ho dvě obce. Před reformou kantonů 2014 ho tvořilo pouze město Schiltigheim.

## Obce kantonu
od roku 2015:
- Bischheim
- Schiltigheim

před rokem 2015:
- Schiltigheim